# 미켈 아르테타
미켈 아르테타 아마트리아인(스페인어: Mikel Arteta Amatriain, 1982년 3월 26일 산세바스티안 ~ )은 스페인의 전 국가대표 축구 선수이자 현 축구 지도자로 현재 잉글랜드 프리미어리그 아스널 FC의 감독으로 재직 중이며 현역 시절 포지션은 미드필더였다.

## 구단 경력

### FC 바르셀로나
1994년 안티구오코 유스팀에서 축구를 시작한 이후 1997년 FC 바르셀로나 유스팀으로 이적하여 2000-01 시즌까지 리저브팀에서 활동했지만 1군 진입에는 실패하면서 결국 프랑스 리그앙의 파리 생제르맹으로 임대 이적했다.

### 파리 생제르맹
파리 생제르맹으로 임대 이적 후 2001-02 시즌까지 공식전 53경기 5골을 기록하며 2001-02 시즌 리그 4위, 쿠프 드 라 리그 4강, 2001년 UEFA 인터토토컵 우승에 공헌했다.

### 레인저스 FC
2001-02 시즌을 마친 뒤 스코티시 프리미어십(당시 스코티시 프리미어리그)의 명문 레인저스 FC로 이적한 이후 2003-04 시즌까지 공식전 68경기 14골로 맹활약하며 2002-03 리그 우승, 2002-03 스코티시컵과 스코티시 리그컵 우승, 2003-04 리그 준우승, 2003-04 스코티시 리그컵 4강 진출에 이바지했다.

### 레알 소시에다드
2003-04 시즌 종료 후 레알 소시에다드 이적을 통해 고향팀으로 복귀한 이후 2004-05 시즌 중반까지 공식전 17경기를 소화했다.

### 에버턴 FC
2004-05 시즌 진행 중 잉글랜드 프리미어리그의 에버턴 FC로 임대 이적 후 2005년에만 공식전 13경기 1골 3어시스트를 기록하며 프리미어리그 2004-05 4위 및 2005-06년 UEFA 챔피언스리그 진출에 기여했다.
그 뒤 2005-06 시즌을 앞두고 에버턴 FC로 완전 이적을 확정지은 이후 2011-12 시즌 중반까지 6시즌반동안 공식전 196경기 34골 34어시스트로 2007-08 EFL컵 4강, 2007-08년 UEFA 유로파리그 16강 진출, 2008-09 잉글랜드 FA컵 준우승 등에 기여하며 에버턴의 중원을 확실히 책임졌다.

### 아스널 FC
2011-12 시즌이 진행 중이던 2011년 8월 같은 잉글랜드 프리미어리그팀인 아스널 FC로 이적을 확정지은 후2015-16 시즌까지 5시즌동안 공식전 150경기 16골 8어시스트로 프리미어리그 2011-12 3위, 잉글랜드 FA컵 2회 연속 우승(2013-14, 2014-15), FA 커뮤니티 실드 2회 연속 우승(2014, 2015), 프리미어리그 2014-15 3위, 프리미어리그 2015-16 준우승 등에 이바지하며 아스널의 핵심 미드필더로 맹활약한 후 2015-16 시즌을 끝으로 은퇴를 선언했다.

## 국가대표팀 경력

### 스페인 청소년 대표팀
1998년부터 2003년까지 스페인 연령별 대표팀(U-16, U-17, U-18, U-21)에서 42경기 7골을 기록하며 1999년 UEFA 유러피언 U-17 챔피언십 우승, 1999년 UEFA-CAF 지중해컵 우승 등에 기여했지만 정작 A대표팀에는 단 한차례도 발탁되지 못했다.

## 지도자 경력

### 맨체스터 시티
선수 은퇴 후 맨체스터 시티의 수석 코치로 부임하며 본격적인 지도자 커리어를 시작한 뒤 2016-17 시즌부터 2018-19 시즌까지 3시즌동안 맨시티의 수석 코치로 활동하며 프리미어리그 2016-17 3위, 2016-17 잉글랜드 FA컵 4강, 프리미어리그 2회 연속 우승(2017-18, 2018-19), EFL컵 2회 연속 우승(2017-18, 2018-19), 2018-19 FA컵 우승, FA 커뮤니티 실드 2연패(2018, 2019) 등을 이끌었다.

### 아스널 FC
프리미어리그 2019-20 시즌 도중 경질된 우나이 에메리 감독의 뒤를 이어 친정팀인 아스널 FC의 감독으로 부임하여 2019-20 FA컵 우승, 2020년 FA 커뮤니티 실드 우승, 2020-21년 UEFA 유로파리그 4강 진출, 2021-22 EFL컵 4강 진출, 프리미어리그 2022-23 준우승 등을 견인했다.

## 대회 성적

### 클럽 (선수)
파리 생제르맹
- 프랑스 리그앙 : 4위 (2001-02)
- 쿠프 드 라 리그 : 4강 (2001-02)

 레인저스 FC
- 스코티시 프리미어십 : 우승 (2002-03), 준우승 (2003-04)
- 스코티시컵 : 우승 (2002-03)
- 스코티시 리그컵 : 우승 (2002-03), 4강 (2003-04)

 에버턴 FC
- 잉글랜드 프리미어리그 : 4위 (2004-05)
- 잉글랜드 FA컵 : 준우승 (2008-09)
- EFL컵 : 4강 (2007-08)

 아스널 FC
- 잉글랜드 프리미어리그 : 준우승 (2015-16), 3위 (2011-12, 2014-15)
- 잉글랜드 FA컵 : 우승 (2013-14, 2014-15)
- FA 커뮤니티 실드 : 우승 (2014, 2015)

### 국가대표팀 (선수)
스페인 U-16
- UEFA 유러피언 U-17 챔피언십 : 우승 (1999)

 스페인 U-18
- UEFA-CAF 지중해컵 : 우승 (1999)

### 클럽 (지도자)
맨체스터 시티 (수석 코치)
- 잉글랜드 프리미어리그 : 우승 (2017-18, 2018-19), 3위 (2016-17)
- 잉글랜드 FA컵 : 우승 (2018-19), 4강 (2016-17)
- EFL컵 : 우승 (2017-18, 2018-19)
- FA 커뮤니티 실드 : 우승 (2018, 2019)

 아스널 FC
- 잉글랜드 프리미어리그 : 준우승 (2022-23, 2023-24)
- 잉글랜드 FA컵 : 우승 (2019-20)
- EFL컵 : 4강 (2021-22)
- UEFA 유로파리그 : 4강 (2020-21)
- FA 커뮤니티 실드 : 우승 (2020)
- UEFA 챔피언스리그 : 8강 (2023-24)

### 개인 (선수)
- 에버턴 FC 올해의 선수상 : 2006, 2007
- 에버턴 FC 선수 선정 올해의 선수상 : 2006
- 스카이스포츠 선정 올해의 미드필더상 : 2007
- 올해의 북서부 지역 선수상 : 2007

### 개인 (지도자)
- 잉글랜드 프리미어리그 이달의 감독상 : 2021년 9월, 2022년 3월, 8월, 11월, 2023년 1월, 3월, 2024년 2월